# Francesca Neri
Francesca Neri (ur. 10 lutego 1964 w Trydencie) – włoska aktorka i producentka filmowa.

## Życiorys

### Wczesne lata
Urodziła się i dorastała w Trydencie jako córka aktorki Rosalby Neri i Claudia Neriego. Jej ojciec urodził się w Pazinie w Chorwacji i był jednym z 350 tysięcy włoskich emigrantów, którzy opuścili Istrię po przyłączeniu jej do Jugosławii w 1947. Z zawodu był on rolnikiem i zoologiem, pracował także dla ministra rolnictwa Włoch. 
Francesca w bardzo młodym wieku przeprowadziła się do Rzymu, aby studiować aktorstwo na prestiżowej uczelni filmowej Centro sperimentale di cinematografia.

### Kariera
Debiutowała na ekranie w roli Laury w dramacie Giuseppe Piccioniego Il grande Blek (1987). Następnie wystąpiła jako Maria we włosko-szwajcarskim dramacie Bankomatt (1989) o napadzie na bank u boku Omero Antonuttiego, Bruno Ganza i Piera Paolo Capponiego. W komediodramacie Luigiego Comenciniego Wesołych świąt... Szczęśliwego Nowego Roku (Buon Natale... buon anno, 1989) z Virną Lisi i Michela Serraulta zagrała młodą dziewczynę w autobusie. Stała się ikoną seksu włoskiego ekranu po zagraniu tytułowej roli Lulú, która szuka nowych wrażeń w perwersyjnym i niebezpiecznym podziemiu seksualnym w Madrycie w dramacie erotycznym Bigasa Luny Wieki Lulù (Las edades de Lulú, 1990) z udziałem Maríi Barranco i Javiera Bardema.
W filmie opartym na przygodach superbohatera komiksów Marvela Kapitan Ameryka (1990) w reżyserii Alberta Pyuna wystąpiła jako Valentina de Santis. Za rolę Cecilii, niezdecydowanej kochanki neapolitańskiego artysty w komediodramacie Massima Troisi Pensavo fosse amore invece era un calesse (1991) otrzymała nagrodę Nastro d’argento i nominację do David di Donatello. Kreacja Eleny Benedetti w dramacie Pedra Almodóvara Drżące ciało (1997) przyniosła jej nagrodę Srebrnej Taśmy dla najlepszej aktorki. Zagrała postać Allegry, żony inspektora Rinaldo Pazziego (Giancarlo Giannini) w dreszczowcu Ridleya Scotta Hannibal (2001). W dramacie sensacyjnym Andrew Davisa Na własną rękę (2002) została obsadzona w roli Seleny Perrini, żony kolumbijskiego terrorysty (Cliff Curtis).
Była na okładkach magazynów takich jak „Vanity Fair”, „Gioia” i „GQ”. 
W 2002 zasiadała w jury konkursu głównego na 59. MFF w Wenecji.

## Życie prywatne
W latach 1987–1998 była związana z producentem filmowym Domenico Proccacim. 11 grudnia 2010 wyszła za mąż za aktora Claudio Amendolę. Mają syna Rocco (ur. 1999).